# Monte Corneliussen
El monte Corneliussen (en inglés: Mount Corneliussen) es una montaña que se eleva a 1540 m s. n. m. ubicada a unos 2 kilómetros al norte del monte Globus en el extremo oeste de la cordillera de San Telmo en Georgia del Sur, en el océano Atlántico Sur, cuya soberanía está en disputa entre el Reino Unido el cual las administra como «Territorio Británico de Ultramar de las islas Georgias del Sur y Sandwich del Sur», y la República Argentina que las integra al Departamento Islas del Atlántico Sur, dentro de la Provincia de Tierra del Fuego, Antártida e Islas del Atlántico Sur. 
Fue examinado por la South Georgia Survey en el período 1951-1957, y nombrado por el Comité Antártico de Lugares Geográficos del Reino Unido para los ingenieros noruegos Carl y Erling Corneliussen, quienes entre 1923 y 1938 fueron los responsables de la mejora de los equipos de caza de ballenas, especialmente en los dispositivos de conexión con arpones explosivos.